# New Zealand Oceanographic Institute
Le New Zealand Oceanographic Institute était un organisme néo-zélandais de recherche océanographique fondé en 1955 et dissous le 1er avril 1992. 

## Historique
De 1955 à 1996, l'institut édite une revue, le New Zealand Oceanographic Institute memoir, dont 107 numéros sont publiés durant quarante-et-un ans. Le NIWA Biodiversity Memoirs édité par le NIWA (en) est le successeur de cette revue.
Les 1er avril 1992, le NZOI est dissous et son activité est répartie entre dix centres de recherches jouissant d'une semi-autonomie, les Crown Research Institutes (en),.

## Implantation géographique

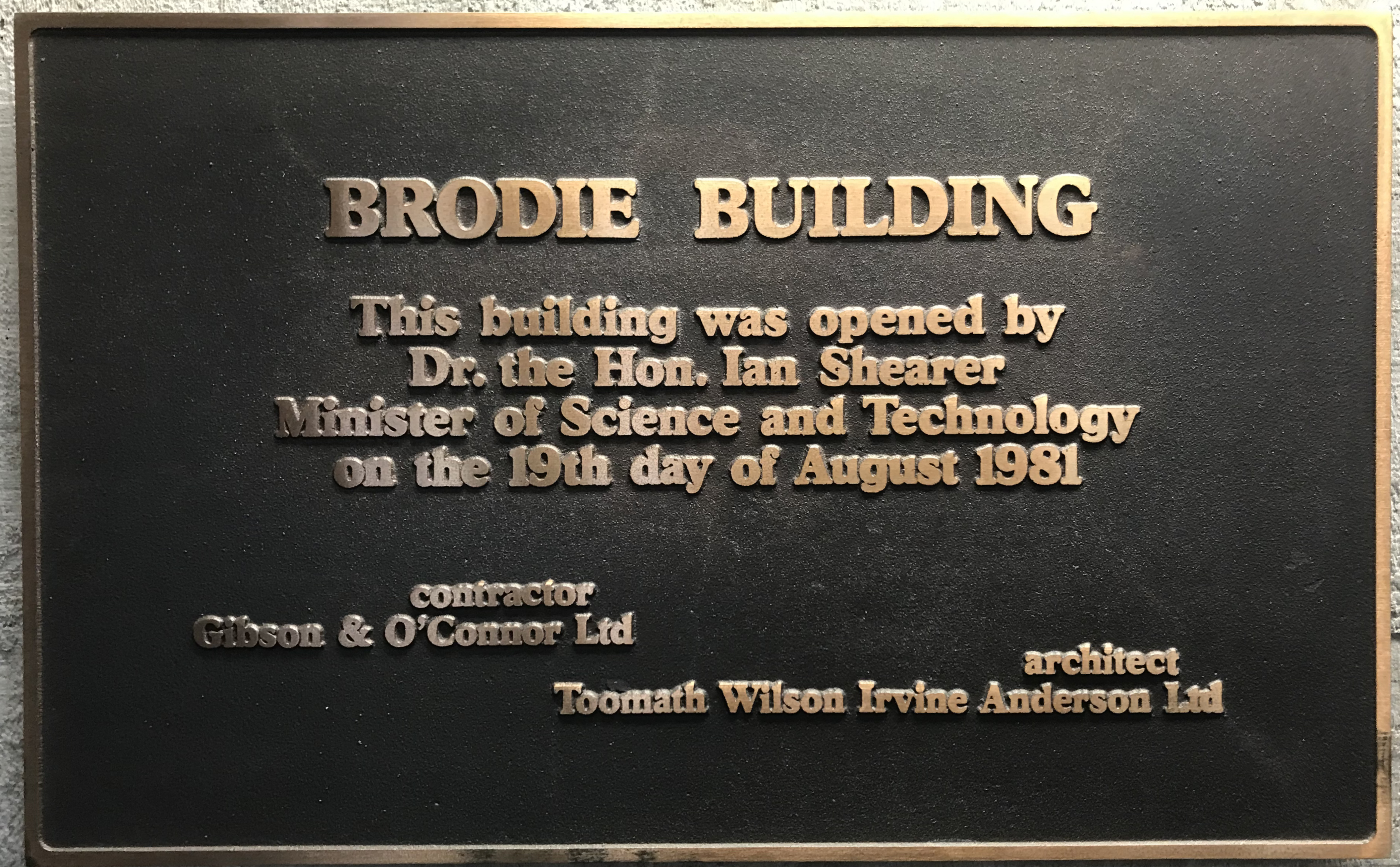
La plaque du bâtiment abritant le en.

L'institut était localisé à Wellington, au lieu-dit Greta Point. Le bâtiment, nommé « Brodie Building », est l'œuvre de l'architecte Toomath Wilson Irvine Anderson.